# (37625) 1993 SR1
1993 SR1 (asteroide 37625) é um asteroide da cintura principal. Possui uma excentricidade de 0.21634910 e uma inclinação de 3.85426º.
Este asteroide foi descoberto no dia 16 de setembro de 1993 por Kin Endate e Kazuro Watanabe em Kitami.
Ver também
- Lista de asteroides
- Asteroide da cintura principal